# 17262 Winokur
17262 Winokur è un asteroide della fascia principale. Scoperto nel 2000, presenta un'orbita caratterizzata da un semiasse maggiore pari a 2,3054620 UA e da un'eccentricità di 0,1099504, inclinata di 5,80667° rispetto all'eclittica.